# Pierre Morel

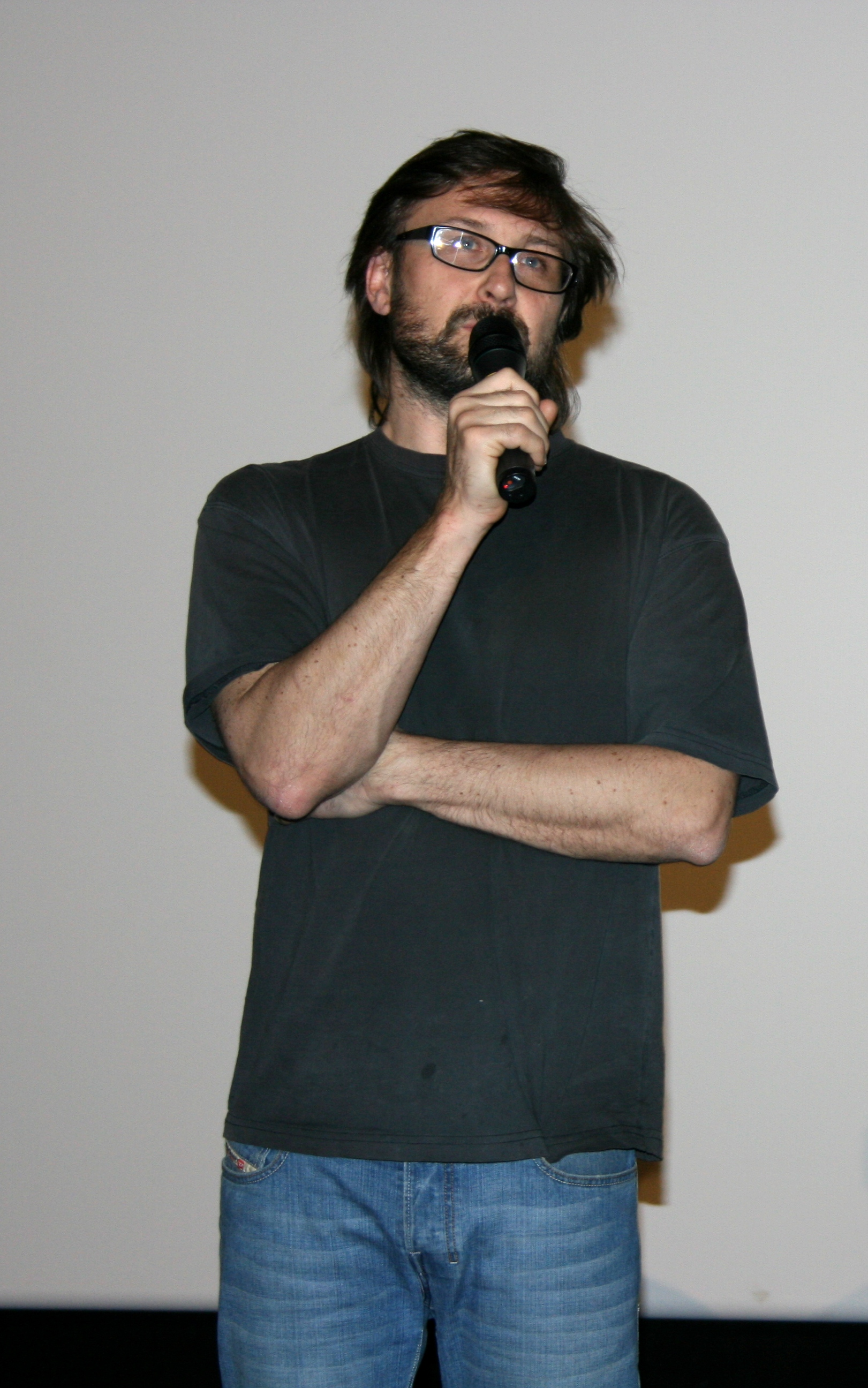
Pierre Morel.

Perre Morel, född 12 maj 1964, är en fransk filmfotograf och filmregissör.

## Karriär
Efter att Morel studerat på filmskola, debuterade han som kameraoperatör i Richard Berrys film L'Art (délicat) de la séduction från 2000. Åren därpå fick han arbete som filmfotograf och arbetade med flera kända regissörer, bland andra Louis Leterrier, Corey Yuen, Nancy Meyers, Alek Keshishian, Luc Besson och Phillip Atwell.
Under 2004 fick Morel sitt genombrott som regissör, då han tog sig an filmen District 13. 2008 fortsatte han med Taken och 2010 var det dags för From Paris with Love.

## Filmografi

### Fotograf
- 2002 - The Transporter
- 2003 - Galen i kärlek
- 2005 - Unleashed
- 2006 - Love and Other Disasters
- 2006 - Arthur och Minimojerna
- 2007 - War

### Regi
- 2004 - Banlieue 13
- 2008 - Taken
- 2010 - From Paris with Love